# Disk Control Program
DCP (Disk Control Program) ist ein von Robotron in der DDR vertriebenes disketten- bzw. festplattenorientiertes Betriebssystem.
DCP bietet Möglichkeiten zur Verwaltung von Daten, unterstützt eine geräteunabhängige Ein- und Ausgabe und hat eine Kommandosprache zur Erstellung von Kommandodateien (Stapelverarbeitung).
Das System unterstützt bis zu 4 Diskettenlaufwerke (Prototypen des EC 1834), 640 kByte Arbeitsspeicher sowie Textgrafik. Weiterhin bietet es Unterstützung für bis zu 2 MFM-Festplatten (nur DCP1700 Version 3.3 und DCP 3.3). Außerdem gab es ein spezielles Grafikprogramm namens GEDIT-M/16, welches das Grafiktablett robotron K6405 unterstützte.
DCP gab es für zwei verschiedene Robotron-Computer: Als speziell auf die Hardware des Arbeitsplatzcomputers A 7150 angepasste Variante namens „DCP1700“ und als DCP 3.x für den Personalcomputer EC 1834. Letztere Variante funktioniert auch auf westlichen Computern, mit Ausnahme der Treiber für die Robotron-Hardware, ohne größere Einschränkungen. DCP war zunächst in Version 3.2, später dann in Version 3.3 erhältlich.